# Monastero Bormida
Monastero Bormida, (Monasté an Bormia en piemontès) és un municipi situat al territori de la província d'Asti, a la regió del Piemont (Itàlia).
Limita amb els municipis de Bistagno, Bubbio, Cassinasco, Denice, Loazzolo, Ponti, Roccaverano i Sessame.

## Galeria fotogràfica

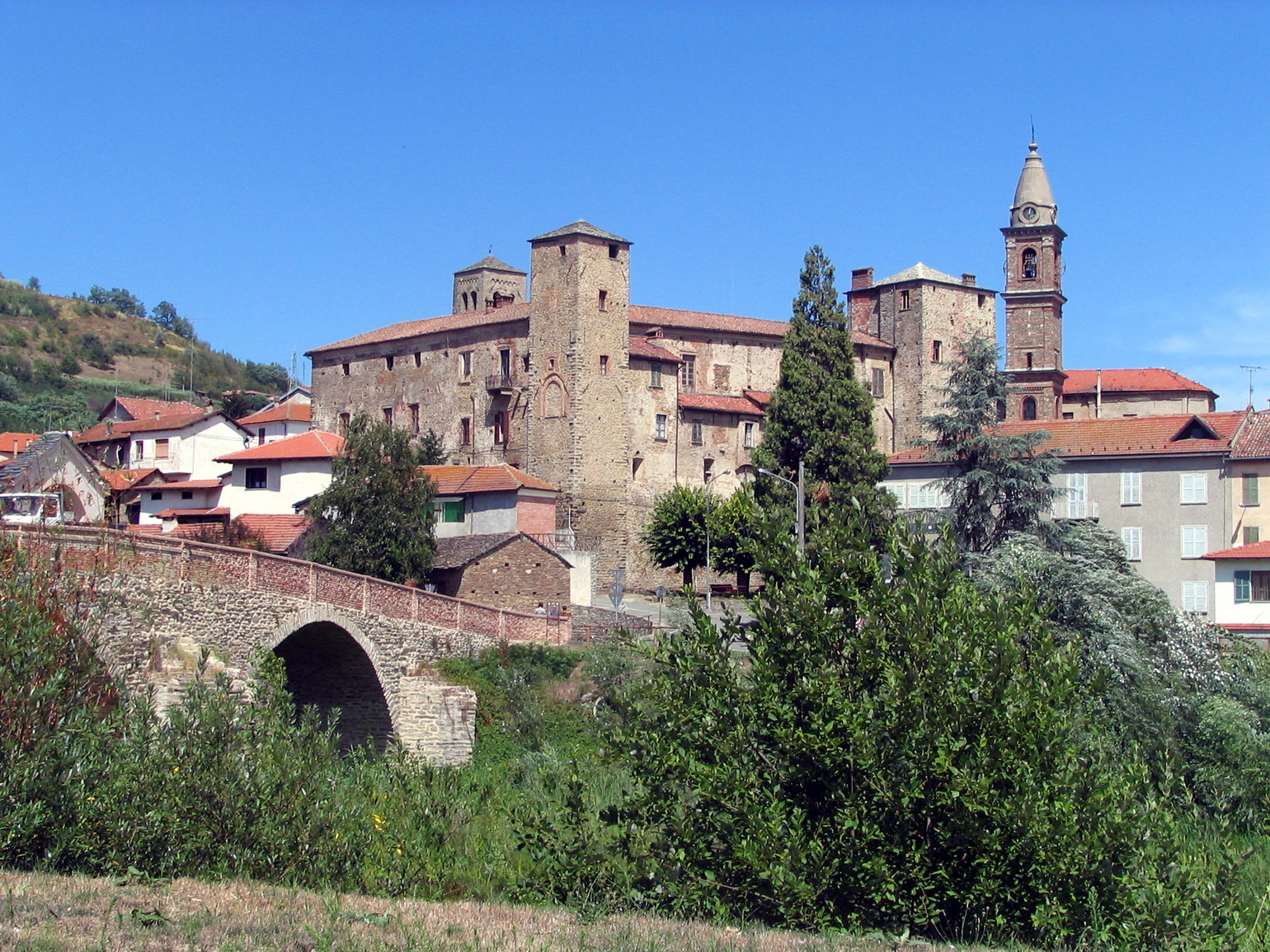
Vista del poble
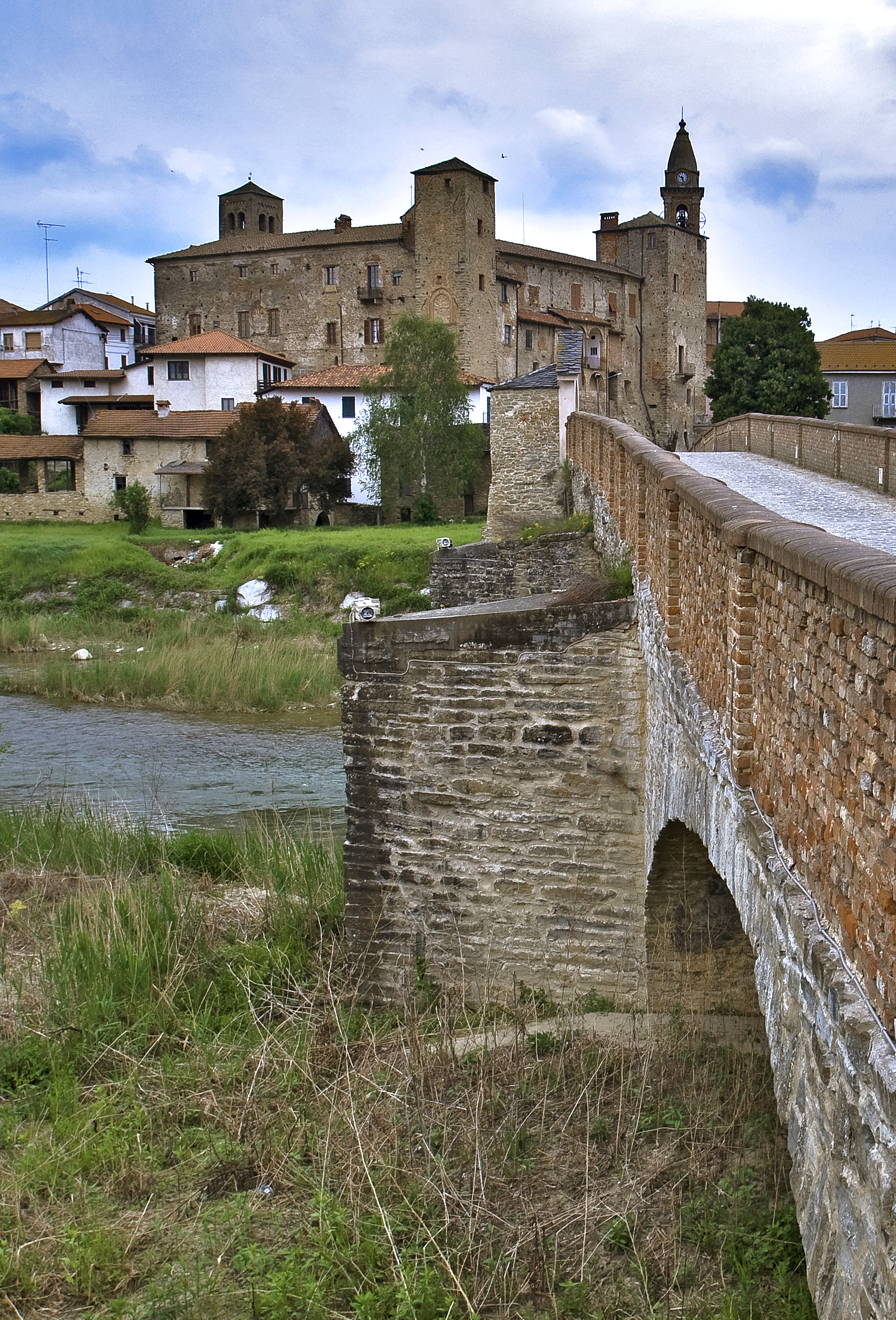
Pont romànic
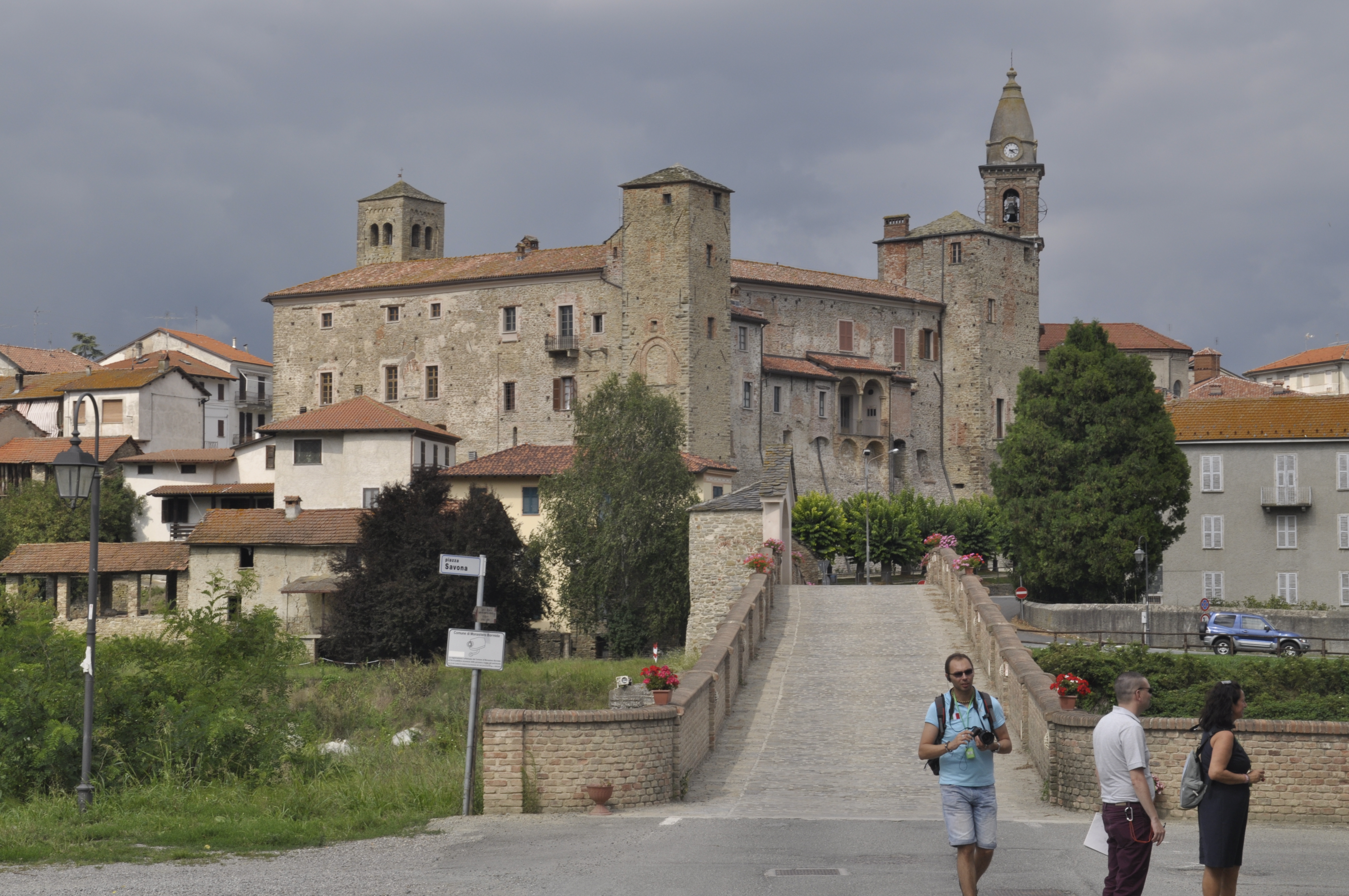
Castell
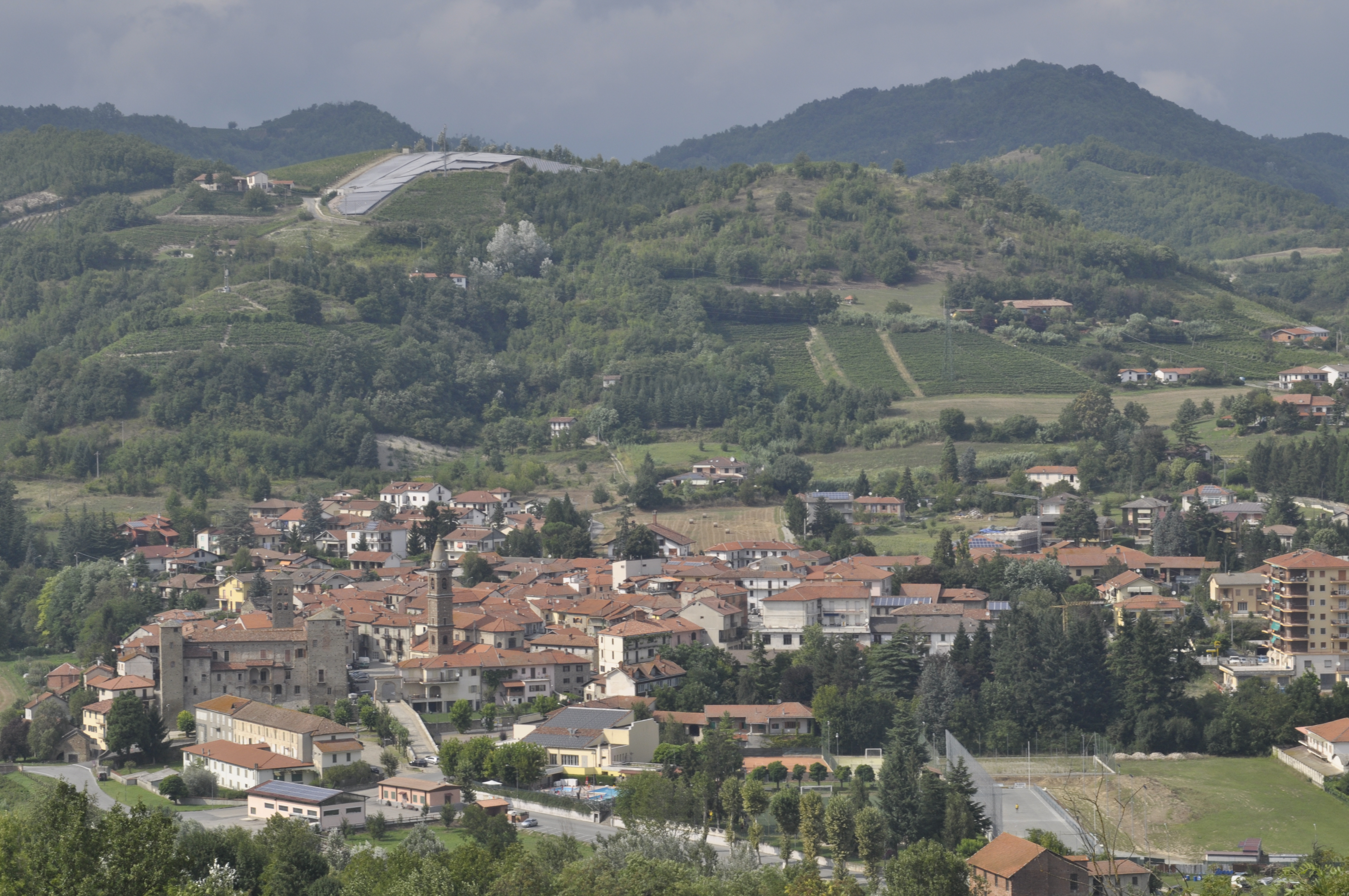
Vista